# Iguanura belumensis
Iguanura belumensis är en enhjärtbladig växtart som beskrevs av Chong Keat Lim. Iguanura belumensis ingår i släktet Iguanura och familjen Arecaceae. Inga underarter finns listade i Catalogue of Life.